# グラフレックス

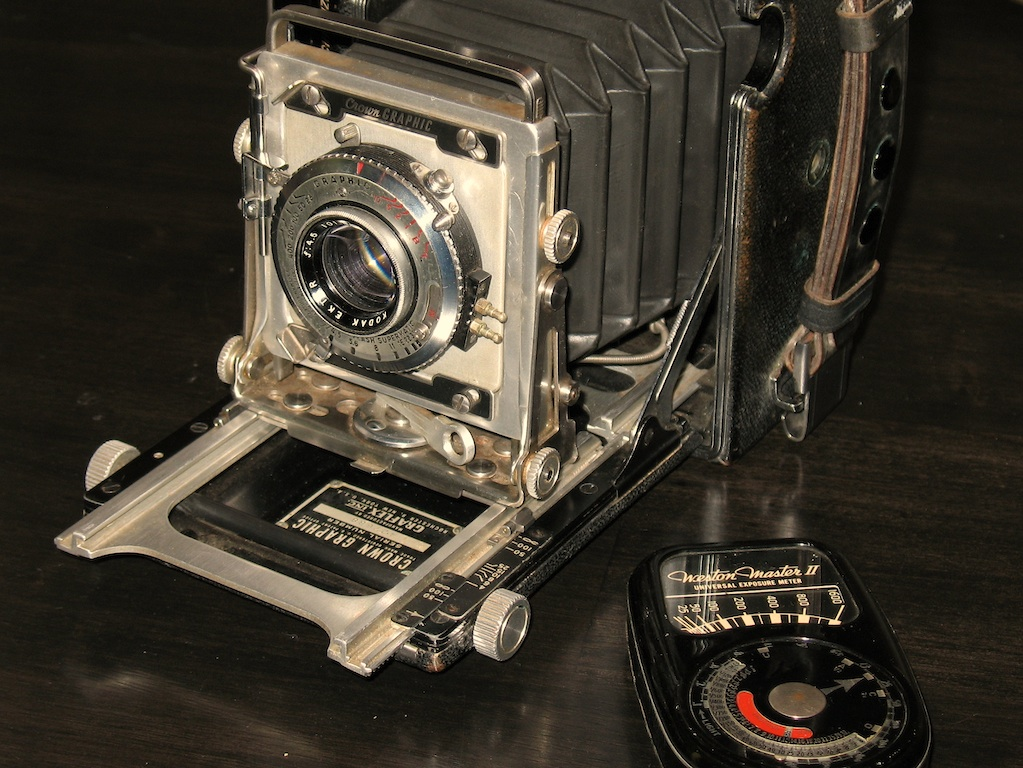
クラウン・グラフィック

グラフレックス（Graflex Inc., ）は、米国のカメラメーカーであり同社の主なブランド名でもある。報道向けの大型カメラの製造で一時期の市場を席巻した。
1881年にウィリアム・F・フォルマーとウィリアム・F・シュウィングがフォルマー&シュウィングとしてニューヨーク州で共同事業を開始したのが起源である。1905年から1926年までは世界最大手のフィルム・カメラメーカーのコダック傘下にあった。
同社の製品では、1939年から発売された4×5in判やミニアチュールサイズ・3 1/4×4 1/4in判等のプレスカメラスピード・グラフィック（Speed Graphic ）、1961年から1970年の間に作られた4×5in判のプレスカメラスーパー・スピード・グラフィック（Super Speed Graphic ）等が世界的に知られる。これらは35mm版一眼レフカメラの性能向上と普及まではプレスカメラとしての需要が高く、1973年まで製造され続けたロングセラーで、日本でも「スピグラ」の通称で知名度が高く、製造終了したのちも愛用者が絶えない製品である。
1947年～1973年の間製造された「クラウン・グラフィック」は、スピードグラフィックから後部のフォーカルプレーンシャッターを省略し、4×5in判の国際規格ともなったワンタッチ着脱方式の「グラフロック」が採用され、ピントグラスからロールフィルムバックへの交換がワンタッチで行えるようになり、フォーカルプレーンがなくなった分、約40gほど軽量化され、リンホフマスターテヒニカに比べ極めて軽量・格安(約1/10)なためレンズボード国際規格のリンホフボードをグラフレックススピグラ用レンズボードに交換し、リンホフに比肩する安価な等価性能のテクニカルフィールドカメラとして愛用する写真家・写真愛好家が増大した。
また、グラフレックス規格フィルムホルダーは世界共通規格となりマミヤプレスG、マミヤRB67シリーズ、ホースマンの各種モデルが採用した。

## 沿革
製造時期が長い製品に関しては、シャッター速度表などにある社名によりある程度製造年次を確定できる。
- 1881年 - フォルマー&シュウィング創立[1]。
- 1890年 - 有限会社化し、フォルマー&シュウィング製造会社（Folmer & Schwing Mfg. Co. ）となった[1]。この頃からカメラ、スタジオ用や暗室用備品の大手メーカーであった。
- 1896年 - カメラ製造事業に乗り出す。サイクル・グラフィック製造。
- 1898年 - 一眼レフカメラのグラフレックス製造開始。
- 1903年 - グラフレックス製造専門会社としてニューヨーク・フォルマー&シュウィング製造会社設立。
- 1905年 - コダックと合併し[1]ロチェスターに移転[1]。ロチェスター・フォルマー&シュウィングと呼ばれることになった。
- 1908年 - コダックの一部門になり、フォルマー&シュウィング・ディビジョン（Folmer & Schwing Div. of Eastman Kodak Co. ）に改組された[1]。
- 1917年 - フォルマー&シュウィング・デパートメント（Folmer & Schwing Dept. of Eastman Kodak Co. ）に名称変更した[1]。
- 1926年 - 独占禁止法による集中排除法により企業分割の結果コダックから独立[1]し、フォルマー・グラフレックス・コーポレーション（Folmer Graflex Corp. ）設立[1]。
- 1943年 - 社名をグラフレックス・インク（Graflex Inc. ）に変更[1]。
- 1956年 - ジェネラル・プレシジョン・エクイプメント（General Precision Equipments Co. ）に吸収合併され、同社のディビジョンになる。
- 1965年 - グラフレックスXL発売。
- 1973年 - シンガー財閥に譲渡され、シンガー・グラフレックスとなった。
- 1976年 - シンガー・グラフレックスは、カメラの製造権・最終モデルスーパーグラフィックの知的財産権を酒井特殊カメラ製作所に委譲。グラフレックスXLの製造権をカンボに委譲。
- 1982年 - テレックス・コミュニケーションのディビジョンになった。2005年当時は電気機器関係のみを製造していた。
- 2006年 - テレックス・コミュニケーションはドイツのボッシュに4億2千万ドルで買収された。

## フォーカルプレーンシャッターの操作方法
グラフレックスは特徴的な固定マルチスリット式フォーカルプレーンシャッターを採用している。「ふんどし」と呼ばれる長い幕に大小5つのスリットが固定して開いており、必要に応じてスリットを選んで使用するため、構造的に狂ったり故障する箇所がない。もちろん酷使すれば布幕に引いてあるゴムが剥がれて穴が開くし、逆に使わなさすぎればゴムがくっついてダメになるが、しかしもしそうなっても修理は容易で、蘇生は可能である。
スリットの間隔はカメラのサイズによって変わるが、スリットの幅は1/8 in、3/8 in、3/4 in、1 1/2 in、T露出用の画面長辺長の5種に決まっており、通常上方のパネルにある蝶ネジを巻いて幕を巻き上げるとだんだんスリットは狭くなり、小窓に「1/8」「3/8」「3/4」「1 1/2」「T」の数字を出すことで5段階に設定する。スリットを広くしたい時は後方にあるレバーを後ろに引けば1段ずつスリップする。スプリングのテンションは通常右側面下方のパネルについているノブを巻き、その上方の窓に1から6までの数字を出すことで6段階に設定する。テンションを弱くしたい時はノブのすぐ近くにある小突起を上に押すと1段ずつ緩む。スリットとテンションの組み合わせでT、1/10秒から1/1000秒まで25段階のシャッター速度設定が可能であり、その組み合わせを示すシャッター速度表がボディーかピントフードに必ずついている。
| スリット    | 1/8      | 3/8     | 3/4    | 1 1/2  | T |
| テンション1 | 1/350秒  | 1/110秒 | 1/40秒 | 1/10秒 | T |
| テンション2 | 1/440秒  | 1/135秒 | 1/50秒 | 1/15秒 | T |
| テンション3 | 1/550秒  | 1/160秒 | 1/65秒 | 1/20秒 | T |
| テンション4 | 1/680秒  | 1/195秒 | 1/75秒 | 1/25秒 | T |
| テンション5 | 1/825秒  | 1/235秒 | 1/80秒 | 1/30秒 | T |
| テンション6 | 1/1000秒 | 1/295秒 | 1/90秒 | 1/35秒 | T |

## カメラのその後
同社からカメラの製造権とスーパーグラフィックに関する知的財産権を譲り受けた酒井特殊カメラ製作所は「トヨ・スーパーグラフィック」と改称し1987年までスーパーグラフィック（カメラ）の製造を続けた。なお酒井特殊カメラ製作所は、2002年10月31日に有限会社サカイマシンツールに改組（引継）しトヨビュー、トヨフィールドのみを製造販売している。
グラフレックスXLを譲り受けたカンボは小改良を施しカンボXLとして販売した。なお、有限会社サカイマシンツールは、グラフレックススピグラ用レンズボード（各種シャッター用）を現在も供給し続け、愛用者の需要に応えている。